# Σ集合環
数学における σ-集合環（シグマしゅうごうかん、英: σ-ring [of sets]）あるいは σ-環は、σ-集合代数（あるいはトライブ）より少し一般の定義を持つ集合族で、今日では σ-集合代数によって展開されることの多い測度論は、σ-集合環を用いて定式化することもできる。

## 定義、例、性質

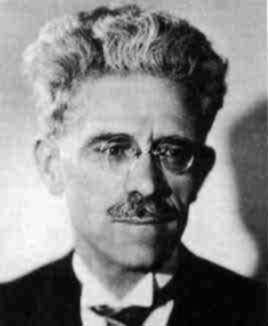
モーリス・フレシェは1915年、σ-集合環を最初に用いた人物

定義集合 X 上の σ-集合環とは、可算合併に関して閉じている集合環を言う
- 任意のσ-集合代数は σ-集合環である。集合代数が全体集合 X を含む集合環であったと同様に、σ-集合代数は全体集合 X を含む σ-集合環を言う。
- 有限集合上の集合環は σ-集合環になる。集合代数を成さない有限集合上の集合環は、σ-集合代数でない σ-集合環の例を与える。例えば二元集合 {a, b} の集合環 {∅, {a}} は σ-集合環だが σ-集合代数でない。
- 任意の集合 X 上の高々可算な部分集合全体の成す族 Ρ は σ-集合環であり、これが生成する σ-集合代数 Σ は{\displaystyle \Sigma =\{A\in {\mathcal {P}}(X)\mid A{\text{ or }}A^{c}\in \mathrm {P} \}}で与えられる。X が非可算無限集合ならば、Ρ は Σ に真に含まれ、Ρ は σ-集合代数ではない σ-集合環の例を与える。
- ブール環と見て、集合代数は交叉に関する単位元を持つ。より一般の集合環は（特に σ-集合環は）、上記 {∅, {a}} の例のように単位元を持つものもあれば、次の例のように単位元を持たないものもある。集合環 Τ が交叉に関する単位元を持つ必要十分条件が{\displaystyle \bigcup _{A\in \mathrm {T} }A\in \mathrm {T} }であることを見るのは易しい。X 上の σ-集合環が交叉に関する単位元 Y を持てば、実は Y 上の σ-集合代数になる。[3]。
- 任意の σ-集合環は δ-集合環である[4]が逆は真ではない（δ-集合環の項を参照）。

## 測度論における用例
1915年にフレシェは、今日知られているものと程近い測度の定義を提唱し、それは実数とは無関係に「抽象的な集合」が扱われた最初であった。フレシェの論文では σ-集合環の名称はまだ使われていない。20世紀の中ごろまでは、測度論の説明に σ-集合代数ではなく σ-集合環がしばしば用いられていた。
σ-集合代数でない σ-集合環 Σ 上で定義された測度 μ が与えられたとき、それを σ-集合代数上へ拡張する方法は少なくとも二種類考えられる。一つは、σ-集合環を δ-集合環として考え、δ-集合環の項に言う方法で局所可測集合全体の成す σ-集合代数へ μ を延長する。いま一つは μ を Σ の生成する σ-集合代数 σ(Σ) まで延長するために、まだ測度の定義されていない集合に関しては測度が +∞ であると定める方法である。これら二つは、同じ σ-集合代数を生成した場合でも、必ずしも同じ延長を与えるものではない。 X が非可算無限集合であるとき、X 上の高々可算部分集合全体の成す σ-集合環 Ρ とその上の測度 μ は零測度を考えると、前者の方法では μ は（X の部分集合全体の成す σ-集合代数上で）零測度に延長されるが、後者は補可算または補有限な集合の測度が無限大になる。